# Lecanora lecanoricola
Lecanora lecanoricola är en lavart som först beskrevs av Vagn Alstrup, David Leslie Hawksworth och Rolf Santesson och som fick sitt nu gällande namn av Gerhard Rambold och Dagmar Triebel. 
Lecanora lecanoricola ingår i släktet Lecanora och familjen Lecanoraceae. Arten är reproducerande i Sverige.